# Калдо-процес

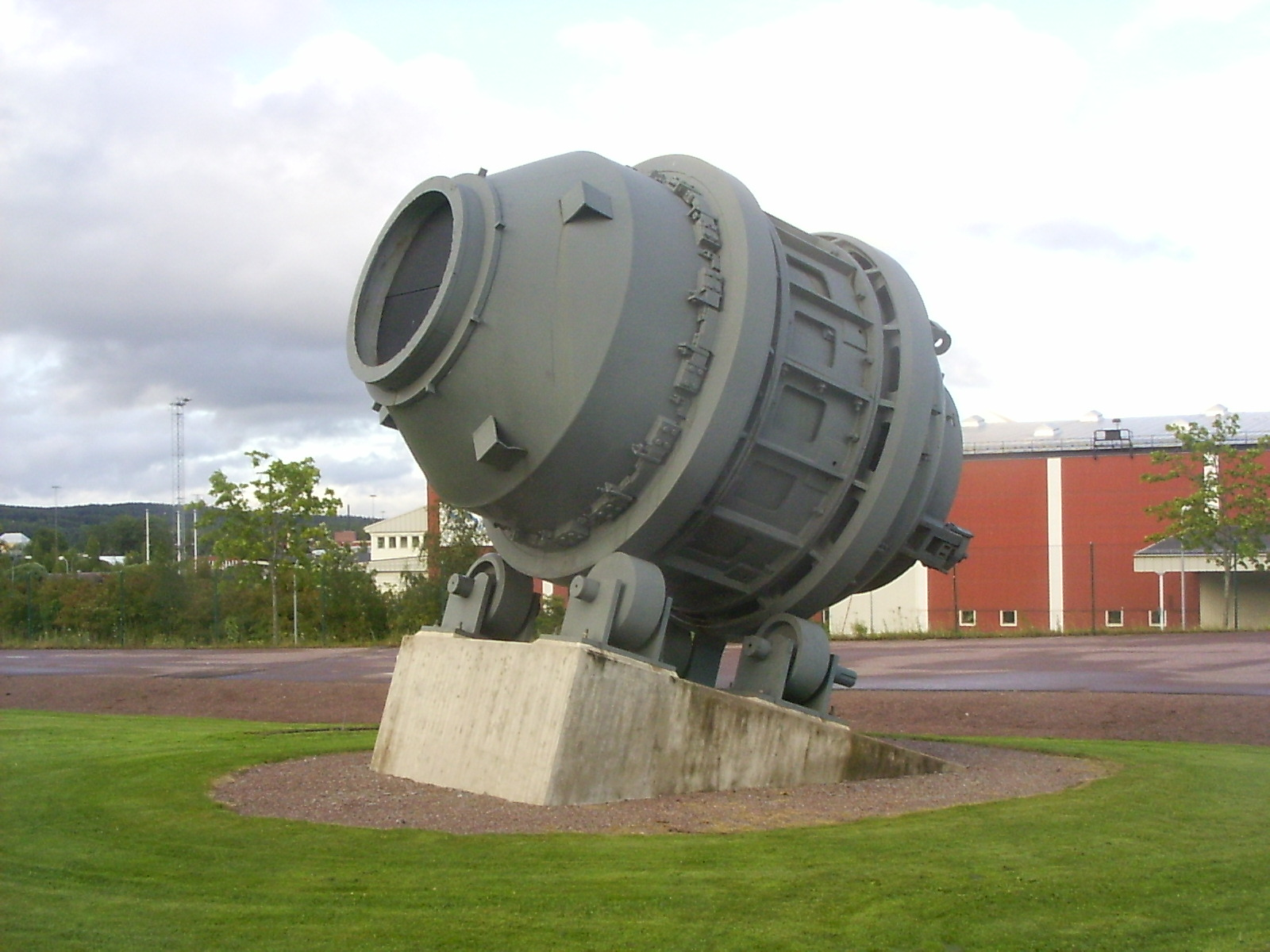
Калдо-конвертер, встановлений біля металургійного заводу у місті Бурленге, Швеція, де вперше було впроваджено калдо-процес.

Калдо-процес — спосіб переробки рідкого чавуну на сталь продуванням чавуну технічним киснем у калдо-конвертері. Один з різновидів киснево-конвертерного процесу. Розроблений у Швеції професором Б. Каллінгом. Назва процесу утворена поєднанням перших літер прізвища винахідника процесу і назви міста Домнарвет (з 1944 року — в складі міста Бурленге), де 1956 року на Домнарветському металургійному заводі компанії «Стура Коппаберг» було введено в експлуатацію перший промисловий калдо-конвертер.
Був розповсюджений у Швеції, Японії, Франції, Англії і США.

## Історія
Процес було розроблено під керівництвом професора Б. Каллінга з метою переробки на сталь високофосфористих (томасівських) чавунів. Перші досліди з нового процесу проводилися у 3-тонній печі барабанного типу, а потім на 15-тонній установці. Перший промисловий кисневий конвертер ємкісттю 30 т, що обертався зі швидкісттю пів оберта на секунду, або 30 об/хв, було введено в експлуатацію у травні 1956 року на Домнарветському металургійному заводі компанії «Стура Коппаберг». 1963 року 125-тонні калдо-конвертери було споруджено у Франції і Швеції. 1967 року загалом було 10 заводів, що використовували калдо-процес, у таких країнах як Франція, Швеція, Велика Британія, США і Японія. Найбільшого розповсюдження процес набув у 1960-х роках. На початку 1980-х років загальна річна продуктивність 18 конверторів складала 5 млн т.

## Калдо-конвертер

Калдо-конвертер

Калдо-конвертер являє собою обертовий конвертер. Футерування калдо-конвертера робилося з хімічно основного матеріалу — смолодоломитової і магнезитової цегли, кожух обперізаний двома виливаними бандажами, що спираються на чотири котки. Привід конвертера забезпечує його обертання навколо поздовжньої осі і поворот навколо горизонтальної осі. Поздовжня вісь конвертера під час обертання розташована під кутом 17-20° до горизонту. Швидкість обертання конвертера під час процесу 30 обертів на хвилину. Найбільший калдо-конвертер мав ємкість 135 т. Маса конвертера з вмістом перевищує 500 т.

## Процес

Змінення вмісту домішок у металі і температури металу по ходу калдо-процесу.

Калдо-процесом можна переробляти як високофосфористі (1,6 — 2 % Р), так і малофосфористі (близько 0,1 % Р) чавуни.
Завантаження калдо-конвертера, випуск сталі і шлаку, а також відведення газів, що утворюються під час продування, здійснюється через горловину. Кисень також подається через горловину по водоохолоджуваній фурмі, що встановлюється над поверхнею ванни під кутом 26° до горизонту. Чистота кисню становить 95 %, він подається під тиском 0,3 МПа.
Садка рідкої сталі у конвертерах середньої садки становить 110—140 т, питома витрата кисню становить 58-62 м³/т сталі, тривалість продування становить 35-41 хвилини, тривалість всієї плавки — 80-90 хвилин, продуктивність агрегату 80-110 т/год, вихід придатної сталі 90-93 %.